# Danny Szetela
Daniel Gregory Szetela (Clifton (New Jersey), 17 juni 1987) is een Amerikaans voormalig voetballer die als middenvelder speelde.

## Clubcarrière
Szetela begon in 2004 bij Columbus Crew in de Major League Soccer waar hij, mede door blessures, geen vaste waarde werd. In 2007 werd hij door het Spaanse Racing Santander gecontracteerd. Hij kwam enkel in een wedstrijd om de Copa del Rey in actie en werd begin 2008 verhuurd aan het Italiaanse Brescia dat uitkwam in de Serie B. Daar bleef hij tot medio 2009 waarna zijn contract bij Santander afliep. Bij DC United keerde Szetela terug in de MLS en met de club speelde hij ook in de CONCACAF Champions League. Begin 2010 kreeg hij een zware knieblessure en moest een meniscusoperatie ondergaan. Zijn contract werd in maart 2010 beëindigd. Na nog twee operaties en een meniscustransplantatie kon hij in 2013 weer voetballen en deed dat bij amateurclub Icon FC. Na een duel in de US Open Cup met zijn club tegen New York Cosmos, mocht hij daar op stage komen en tekende vervolgens een contract. Szetela speelde meer dan honderd competitiewedstrijden voor New York Cosmos in de NASL en werd driemaal kampioen. Hij besloot zijn loopbaan medio 2021 bij Morris Elite FC in de USL League Two.

## Interlandcarrière
Hij kwam uit voor verschillende Amerikaanse jeugdselecties en nam deel aan het wereldkampioenschap voetbal onder 17 - 2003, het wereldkampioenschap voetbal onder 20 - 2005 en het wereldkampioenschap voetbal onder 20 - 2007. Szetela debuteerde op 17 oktober 2007 voor het Amerikaans voetbalelftal in een vriendschappelijke uitwedstrijd tegen Zwitserland (0-1) als invaller na 84 minuten voor Eddie Lewis. In 2008 speelde hij ook in WK-kwalificatiewedstrijden tegen Barbados en Trinidad en Tobago. Szetela maakte deel uit van de Amerikaanse selectie op de Olympische Zomerspelen 2008.

## Erelijst
- NASL regulier seizoen: 2013 (herfst), 2015 (voorjaar), 2016 (herfst)
- Soccer Bowl: 2013, 2015, 2016